# Bona (artista)
Kim Ji-yeon (hangul: 김지연; hanja: 金知妍; rr: Gim Ji-yeon; MR: Kim Chi-yŏn; Daegu, 19 de agosto de 1995), mais conhecida na carreira musical por seu nome artístico Bona (hangul: 보나; hanja: 苞娜), é uma cantora e atriz sul-coreana. Realizou sua estreia no cenário musical em 2016 no grupo feminino sino-coreano Cosmic Girls. No ano seguinte, iniciou sua carreira de atriz ao co-estrelar na série de televisão Hit The Top. Desde então, participou de várias séries, incluindo Girls' Generation 1979 (2017) e Your House Helper (2018).

## Biografia
Bona nasceu sob o nome Kim Ji-yeon em 19 de agosto de 1995 em Daegu, na Coreia do Sul. Sua família é constituída de seus pais e seu irmão mais velho. Ela frequentou a Dongguk Girls' High School.

## Carreira

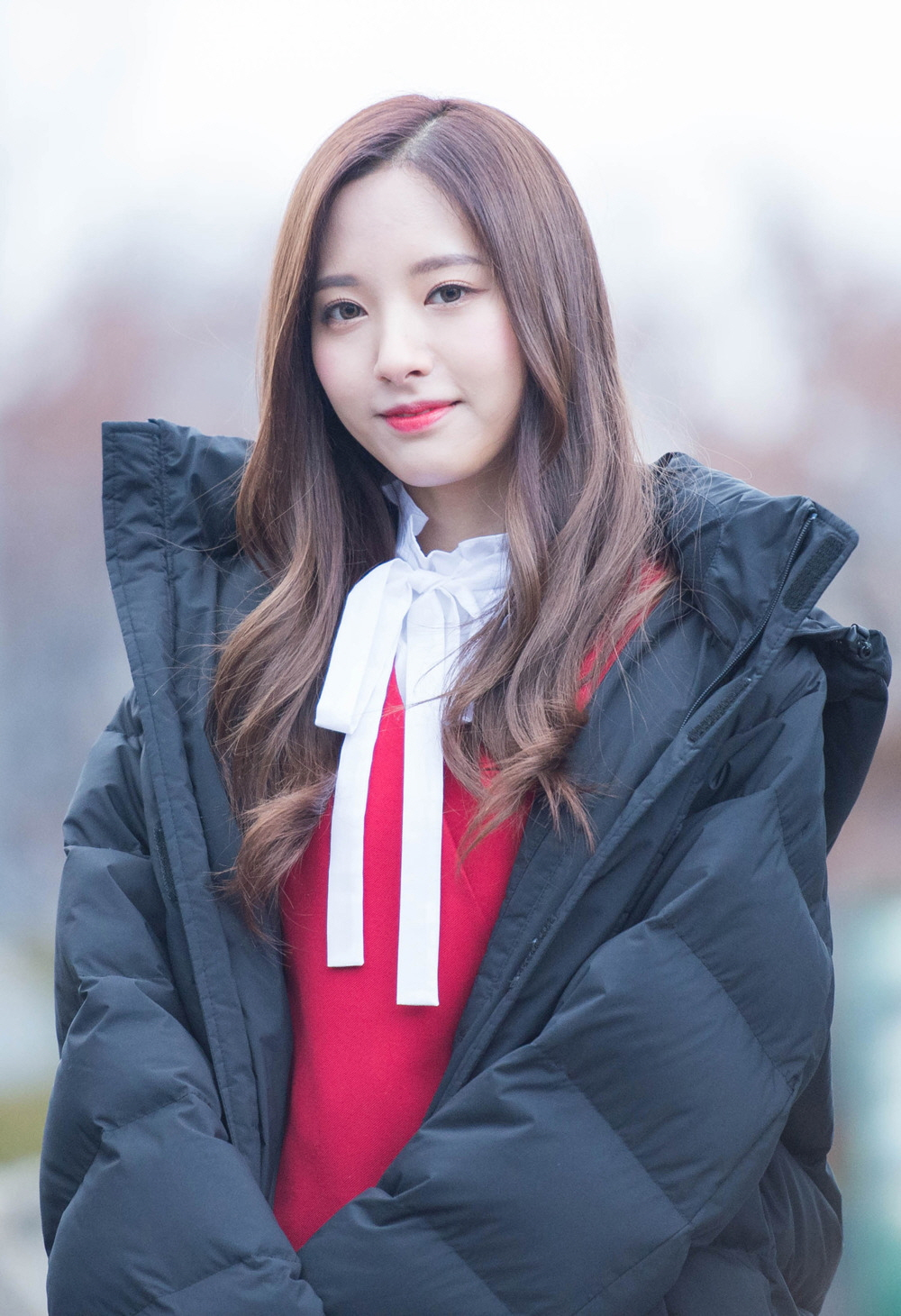
Bona indo para as gravações do programa musical Music Bank, em dezembro de 2016.

### 2015–2016: Início da carreira e Wonder Unit
Em 10 de dezembro de 2015, Bona foi revelada como uma das integrantes do grupo Cosmic Girls e sua subunidade chinesa, Wonder Unit. Em 21 de dezembro, ela lançou uma versão cover de Natal de "All I Want For Christmas Is You", de Mariah Carey, com o Cosmic Girls, através do canal do YouTube do JuseTV. O grupo estreou oficialmente em 25 de fevereiro de 2016, com o lançamento do extended play Would You Like? e seus singles, "Mo Mo Mo" e "Catch Me". Sua primeira apresentação ao vivo ocorreu no programa musical M Countdown em 25 de fevereiro.

### 2017–presente: Carreira solo
Em 2017, realizou sua estreia como atriz na série de televisão da KBS2, Hit The Top, antes de ser escalada como protagonista feminista da série Girls' Generation 1979. Ela fez uma participação especial na Radio Romance em 2018, antes de seu segundo papel principal em Your House Helper. Bona foi revelado para se juntar ao elenco de Law of the Jungle: Northern Mariana Islands.

## Filmografia

### Séries de televisão
| Ano  | Título                    | Papel        | Emissora            | Nota(s)               |
| ---- | ------------------------- | ------------ | ------------------- | --------------------- |
| 2017 | Hit The Top               | Do Hye-ri    | KBS2                |                       |
| 2017 | 1979 Girls’ Generation    | Lee Jung-hee | KBS2                |                       |
| 2018 | Radio Romance             | DJ Jay       | KBS2                | Participação especial |
| 2018 | Your House Helper         | Im Da-young  | KBS2                |                       |
| 2022 | Vinte e Cinco, Vinte e Um | Ko Yu-rim    | TVN (Coreia do Sul) |                       |

### Programas de variedades
| Ano  | Título                                      | Função | Emissora         | Nota(s)           |
| ---- | ------------------------------------------- | ------ | ---------------- | ----------------- |
| 2018 | Law of the Jungle: Northern Mariana Islands | SBS    | Elenco principal | Episódios 344–348 |

### Videoclipes
| Aparições           | Aparições | Aparições |
| Canção              | Ano       | Artista   |
| ------------------- | --------- | --------- |
| "My Star" (너란 별) | 2018      | K.Will    |

## Prêmios e indicações
| Ano  | Prêmio                   | Categoria                                                  | Nomeação                            | Resultado | Ref.   |
| ---- | ------------------------ | ---------------------------------------------------------- | ----------------------------------- | --------- | ------ |
| 2017 | 2017 KBS Drama Awards    | Excellence Award, Actress in a One-Act/Special/Short Drama | Girls' Generation 1979              | Indicada  |        |
| 2017 | 2017 KBS Drama Awards    | Best New Actress                                           | Hit The Top, Girls' Generation 1979 | Indicada  |        |
| 2018 | Korea First Brand Awards | Female Idol-Actor Award                                    | ela mesma                           | Venceu    | [ 13 ] |